# 澳門基督教聯會
澳門基督教聯會（葡文：União das Igrejas Cristãs Evangélicas de Macau），是澳門一個跨宗派的基督新教聯合組織，於1991年11月12日在澳門正式刊憲成立。

## 宗旨
澳門基督教聯會的宗旨以促進彼此之合一，聯絡地區內外之基督教教會與機構，以加強推動和籌辦福音事工。 

## 信仰綱要
根據澳門基督教聯會之章程，信仰綱要如下：
- 相信獨一的神，就是三位一體的聖父、聖子和聖靈，乃永為同榮、同體、同權的神。聖父是創造，維持及治理整個宇宙一切有形無形萬物之主。
- 相信聖子耶穌基督，聖子為要拯救世人，由聖靈感動之童貞女馬利亞所生，成為人身，且死在十字架上，為世人贖罪，死後第三日復活，升天，坐在聖父之右，將來必有榮耀而降臨，審判生人、死人。
- 相信聖靈，聖靈使人知罪悔改，重生，相信神和認識真理，並住在信徒心中，使信徒有能力過榮神益人的生活。
- 相信人是照著神的形象所造，自始祖犯罪，成為罪人，不能自救，人藉相信耶穌基督十架上寶血的救贖，才能得救恩。
- 相信舊、新約六十六卷聖經，是聖靈默示而成，為包括一切得救之要道，並為信徒道德生活言行之最高標準。
- 相信耶穌基督所設立之聖潔大公的教會，由相信耶穌救主的人組成，基督是教會的元首，信徒藉敬拜、團契、傳道、聖餐、見證主裏合一。

## 會址
澳門得勝街2A志安大廈1樓C

## 外部連結
- 澳門基督教聯會官方專頁 （页面存档备份，存于）